# 扁燭光魚
扁燭光鱼（学名：Polyipnus soelae）为輻鰭魚綱巨口魚目褶胸鱼科的其中一種。分布於印度西太平洋的澳洲、印尼海域，為深海魚類，棲息深度300-520公尺，會進行垂直性洄游，體長可達6公分。